# Валедорија
Валедорија (итал. Valledoria) је насеље у Италији у округу Сасари, региону Сардинија.
Према процени из 2011. у насељу је живело 3713 становника. Насеље се налази на надморској висини од 15 м.

## Становништво
| 1931. | 1936. | 1951. | 1961. | 1971. | 1981. | 1991. | 2001. | 2011. |
| ----- | ----- | ----- | ----- | ----- | ----- | ----- | ----- | ----- |
| 1.498 | 1.459 | 2.110 | 2.246 | 2.430 | 3.043 | 3.551 | 3.713 | 4.091 |